# Jeff Chang
Jeff Chang est un journaliste et critique de hip-hop américain. Son livre Can't Stop Won't Stop (en), sorti en 2005 et qui a remporté l'American Book Awards de la Before Columbus Foundation (en), est une chronique des débuts de la scène hip hop. Il a également écrit pour URB, The Bomb, San Francisco Chronicle, Village Voice, San Francisco Bay Guardian, Vibe, Spin, The Nation et Mother Jones.  Il est actuellement Executive Director de l'Institute for Diversity in the Arts + Committee on Black Performing Arts à l'université Stanford.